# Rabelais (cràter)
Rabelais és un cràter d'impacte en el planeta Mercuri de 154 km de diàmetre. Porta el nom de l'escriptor francès François Rabelais (c. 1483-1553), i el seu nom va ser aprovat per la Unió Astronòmica Internacional el 1976.